# Conus nobilis victor
Sous-espèce
Conus nobilis victor est une sous-espèce de mollusque gastéropode marin de l'espèce Conus nobilis appartenant à la famille des Conidae.

## Répartition
Son aire de répartition se situe dans l'Océan Indien et l'ouest de l’océan Pacifique.

## Description
- Longueur : 5 cm.

## Source
- Arianna Fulvo et Roberto Nistri (2005) 350 coquillages du monde entier. Delachaux et Niestlé, Paris, 256 p.  (ISBN 2-603-01374-2)